# Tecnostress
Con la parola inglese technostress coniata nel 1984 da Craig Brod, si intende lo stress indotto nell'utilizzatore di nuove tecnologie (soprattutto informatiche), per il malfunzionamento delle stesse. Gli "effetti collaterali" che induce sono ansia, insonnia e mal di testa. Un'altra definizione di Technostress, tra le più autorevoli, è quella di Michelle Weil e Larry Rosen che alla precedente definizione aggiungono: "Ogni conseguenza negativa che abbia effetto su attitudini, pensieri, comportamenti o psiche, causata direttamente o indirettamente dalla tecnologia".
In Italia tale termine è passata agli onori della cronaca, durante la fine del 2006, grazie al procuratore aggiunto di Torino Raffaele Guariniello, che, in seguito agli esposti di alcuni dipendenti di un call center torinese, ha avviato le indagini per verificare se possa essere riconosciuta come una nuova malattia professionale. Il tecnostress è stato riconosciuto come malattia professionale nel 2007 e rientra nell'obbligo di valutazione dei rischi ai sensi del Testo unico sulla sicurezza sul lavoro.
I costi sostenuti dalle imprese, dovuti al technostress, sono stati stimati in 31,3 miliardi di dollari a causa delle assenze dal lavoro e dall'abbassamento della produttività. Sulla base dei dati del 2000, i costi sanitari invece sono stati stimati in 12,4 miliardi di dollari per farmaci e trattamenti medici.